# Isuzu 117 Coupé
Das Isuzu 117 Coupé ist ein von 1968 bis 1981 vom japanischen Unternehmen Isuzu hergestelltes zweitüriges Fließheck-Coupé.

## Geschichte
117 war der Isuzu-Codename für ein Mittelklasse-Modellprogramm, das aus Limousine, Kombi und Coupé bestehen sollte. Limousine und Kombi kamen als Isuzu Florian auf den Markt, das Coupé behielt den Entwicklungscode als Modellbezeichnung. Die drei Modelle teilten sich die technische Basis mit vorne liegendem Motor, Hinterradantrieb und Kugelumlauflenkung.
Die Karosserieform des 117 Coupé entwarf der damals noch für Ghia tätige Giorgetto Giugiaro. Der 117 war das erste japanische Modell mit zwei obenliegenden Nockenwellen, später war er das erste mit elektronischer Saugrohreinspritzung und das erste Sportcoupé mit Dieselmotor.
Das 117 Coupé erreichte nur geringe jährliche Stückzahlen, kam aber insgesamt, aufgrund seiner langen Produktionsdauer, auf 86.192 Stück. Nachfolger war der Isuzu Piazza.

## Die ersten Jahre
Der Prototyp des 117 Coupé debütierte auf dem Genfer Auto-Salon 1966, später wurde er auf der Tokyo Motor Show desselben Jahres gezeigt. 1968 ging der 117 in Serie und wurde zunächst praktisch in Handarbeit gefertigt, wobei nicht mehr als 50 Exemplare im Monat entstanden. Den Antrieb besorgte anfangs ein 1,6-Liter-Reihenvierzylinder mit zwei oben liegenden Nockenwellen, den es ab 1970 auch mit Bosch-Einspritzung gab; letztere Variante trug die Bezeichnung 117 EC (für Electronic Control).
Die Serienausstattung war sehr umfangreich (unter anderem Ledersitze, Armaturenbrett mit Einlagen aus taiwanischem Kampferbaumholz und Kopfstützen), und der 117 war für japanische Verhältnisse sehr teuer. Das galt auch für die einfacher ausgestattete Variante 1800N, die 1971 erschien und von einem 1,8-Liter mit einer oben liegenden Nockenwelle und Vergaser angetrieben wurde.
In den ersten drei Jahren, in denen das 117 Coupé in Handarbeit gefertigt wurde, entstanden nicht mehr als 2458 Exemplare.

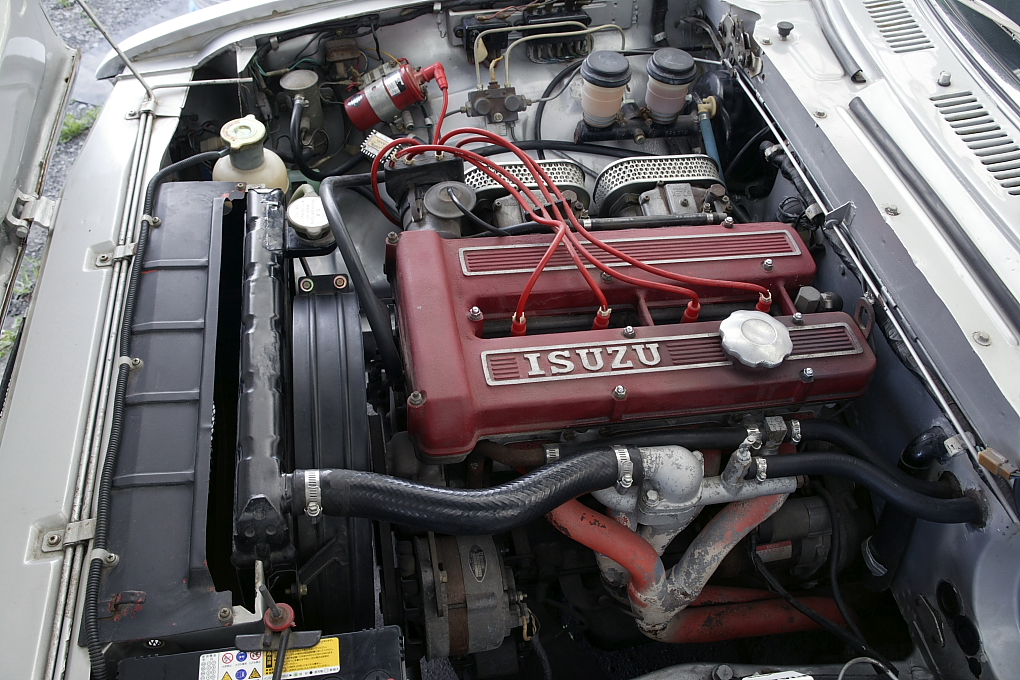
1.6 l-DOHC-Reihenvierzylinder, Typ G161W
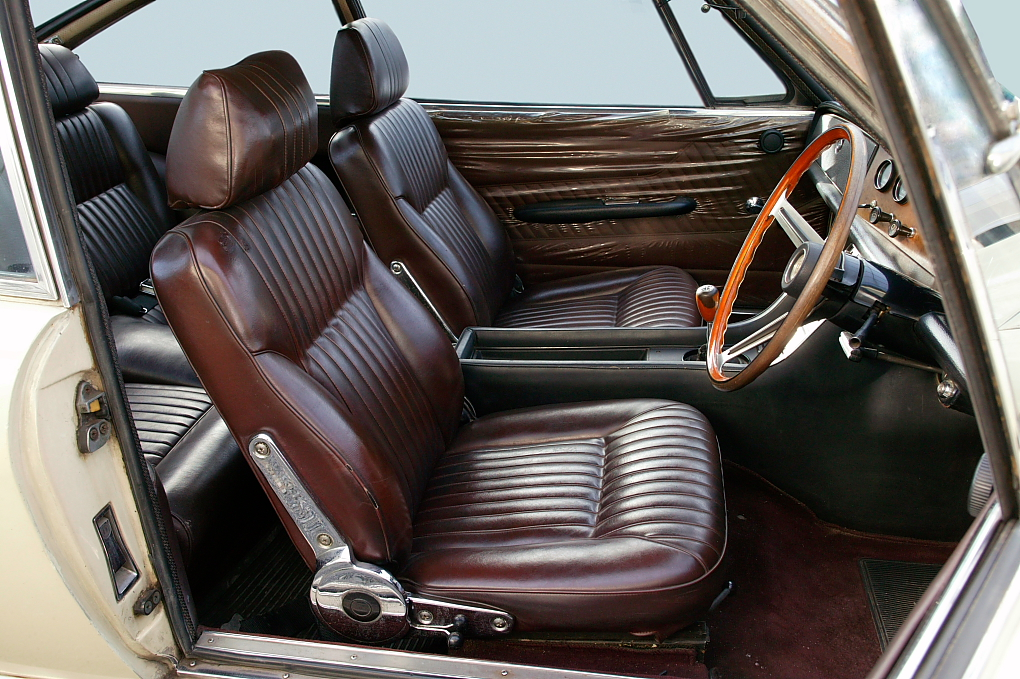
Interieur eines in Handarbeit hergestellten frühen Exemplars
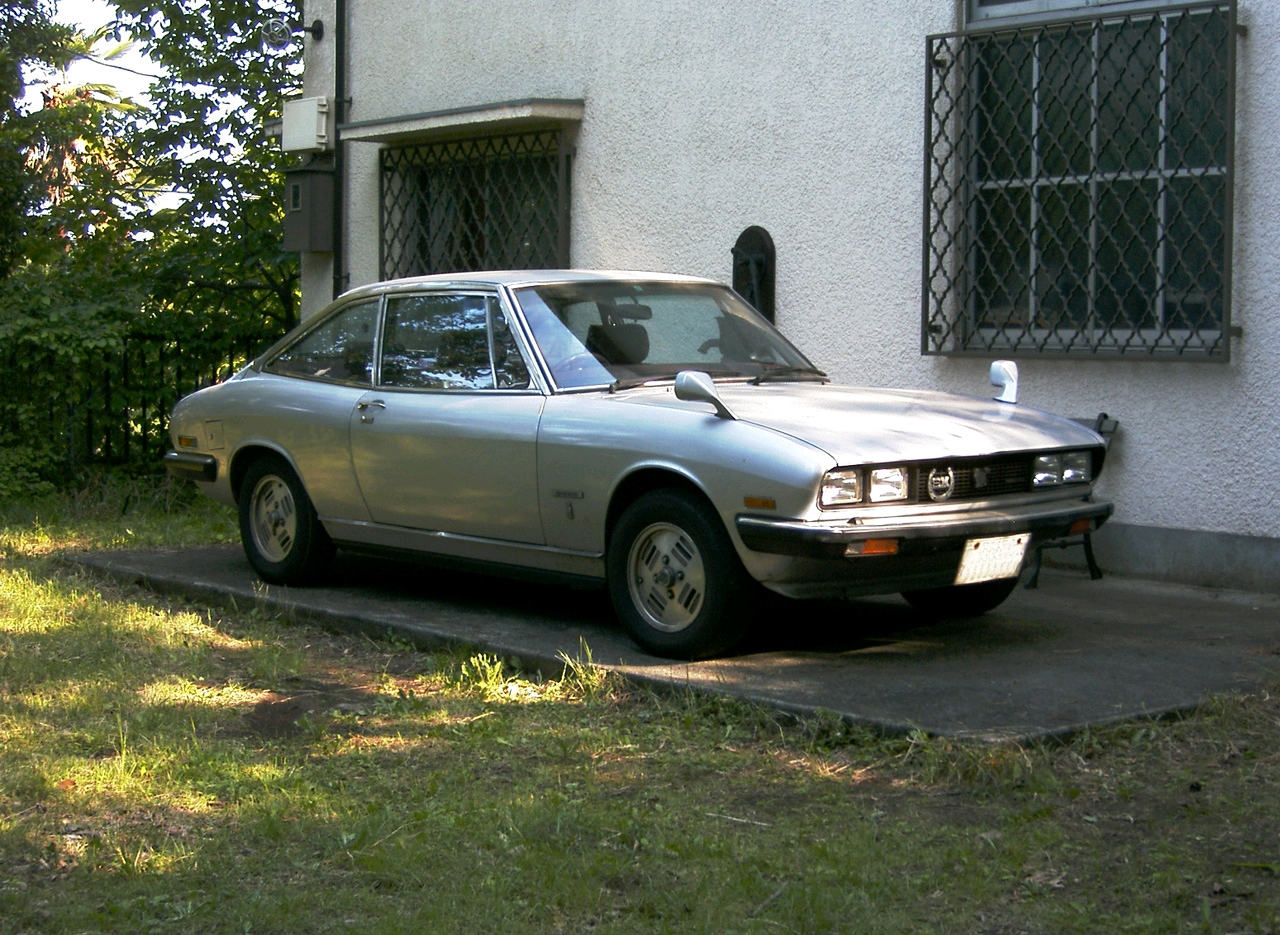
Isuzu 117 mit Facelift 1977

## Großserienproduktion
Da die Nachfrage nach dem 117 Coupé stieg, entschloss sich Isuzu, nachdem sich General Motors am Unternehmen beteiligt hatte, 1971 zur Aufnahme der Großserienproduktion. Der 1,8-Liter war nun serienmäßig und in verschiedenen Varianten erhältlich, mit oder ohne Einspritzung und mit einer oder zwei oben liegenden Nockenwellen.

## Facelift
1977 erhielt das 117 Coupé ein Facelift, die Front war flacher gehalten und mit Rechteck-Doppelscheinwerfern anstelle der vorherigen Rundscheinwerfer bestückt. Um die Herstellungskosten zu senken, bestand das Interieur jetzt überwiegend aus Kunststoff. 1978 debütierte ein Zweiliter-Vierzylinder, 1979 der 117 XD mit Dieselmotor.
Ebenfalls ab 1979 gab es vom 117 das Sondermodell Giugiaro Edition. Die Produktion des 117 währte bis 1981, in der Folge wurde er vom gleichfalls von Giugiaro gestylten Isuzu Piazza abgelöst.